# Plexitartessus macalpinei
Plexitartessus macalpinei är en insektsart som beskrevs av Evans 1981. Plexitartessus macalpinei ingår i släktet Plexitartessus och familjen dvärgstritar. Inga underarter finns listade i Catalogue of Life.